# Babett Peter
Babett Peter   (Oschatz, 12 de maig de 1988) és una futbolista alemanya, que juga com a defensa. Ha tingut 96 internacionalitats per Alemanya, amb la qual ha guanyat un Mundial (2007), un bronze olímpic (2008) i una Eurocopa (2009).
Ha guanyat una Lliga de Campions amb el Turbine Potsdam, i també ha arribat a la final amb el Wolfsburg. Totes dues finals van ser contra el Olympique Lyon i van decidir-se als penals.

## Trajectòria
| Temporades    | Lliga             | Club               | P   | G  | Actualitzat |
| ------------- | ----------------- | ------------------ | --- | -- | ----------- |
| 04/05 - 05/06 | D2                | Lokomotive Leipzig | 030 | 04 |             |
| 05/06 - 11/12 | D1                | Turbine Potsdam    | 138 | 17 |             |
| 12/13 - 13/14 | D1                | 1.FFC Frankfurt    | 026 | 01 |             |
| 14/15 - act.  | D1                | VfL Wolfsburg      | 050 | 03 | 29/11/2016  |
|               |                   |                    |     |    |             |
| 2006 - act.   | Selecció absoluta | Selecció absoluta  | 101 | 05 | 22/10/2016  |

| Títols — Seleccions nacionals            |
| 1 Jocs Olímpics                          |
| 1 Mundial                                |
| 1 Eurocopa                               |
| 3 Copes d'Algarve                        |
| Títols — Clubs                           |
| 1 Lliga de Campions                      |
| 5 Lligues                                |
| 4 Copes                                  |
| Reconeixements — Premis                  |
| Llorer de Plata                          |
| Medalla d'or Fritz Walter                |
| Reconeixements — Seleccions de jugadores |
|                                          |